# Chajbar
Chajbar (خيبر) – oaza, pod którą w 628 roku doszło do bitwy między zamieszkującymi ją żydami a mahometanami pod wodzą samego proroka. Po zwycięstwie Arabów mieszkańców wybito, a według hadisu Mahomet pojął tam za żonę żydówkę imieniem Safijja po tym, jak jej mąż, ojciec i bracia zginęli w walce.
Chajbar znajduje się w Arabii Saudyjskiej, ok. 150 km na północ do Medyny. Przez wieki był węzłem na szlaku karawanowym. Jego znaczenie  wzrosło po budowie tam, przy pomocy których zatrzymywano rzadkie opady deszczu.
W 2006 roku podczas wojny w Libanie Hezbollah odpalił na Izrael pociski Chajbar-1, które okazały się być irańskimi rakietami Fadżr-5. Ich nazwę zmieniono, żeby wywrzeć na Izraelczykach efekt psychologiczny.